# Fairey Battle
El Fairey Battle fue un bombardero ligero monomotor británico, construido por la Fairey Aviation Company a fines de la década de 1930 para la Royal Air Force. El Battle estaba propulsado por el mismo motor Rolls-Royce Merlin que ofrecía a los cazas británicos contemporáneos un alto desempeño; sin embargo, el Battle llevaba una tripulación de tres hombres y una carga de bombas. A pesar de ser una gran mejora respecto a los aviones que lo precedieron, para cuando entró en combate era lento, tenía una autonomía limitada y era sumamente vulnerable tanto al fuego antiaéreo como a los cazas debido a su única ametralladora defensiva de 7,70 mm.
Durante la "Guerra de broma", el Fairey Battle registró la primera victoria aérea de la RAF en la Segunda Guerra Mundial, pero para mayo de 1940 tenía grandes bajas de más del 50% por misión. Hacia finales de 1940, el Fairey Battle había sido retirado de primera línea y relegado a unidades de entrenamiento en ultramar. Para ser un prometedor avión del período de entreguerras, el Fairey Battle fue uno de los más decepcionantes aviones de la RAF.

## Diseño y desarrollo
El Fairey Battle original fue diseñado según la Especificación del Ministerio del Aire P.27/32 como un bombardero diurno biplaza, como reemplazo de los envejecidos bombarderos biplanos Hawker Hart y Hawker Hind, además de servir como una póliza de seguro en caso de que los bombarderos pesados fueran prohibidos por la Conferencia de Ginebra de 1932. En aquel entonces, el Reino Unido esperaba que en cualquier guerra futura Francia sería su enemigo[cita requerida] y la distancia hasta París fue un factor que determinó su autonomía necesaria.
El Fairey Battle emergió como un monoplano monomotor de estructura metálica y ala baja cantilever, equipado con tren de aterrizaje y rueda de cola retráctiles. Su limpio diseño con su largo y delgado fuselaje, y una cabina para tres hombres (piloto, navegante/bombardero y artillero) sentados en tándem bajo una cubierta continua, era más parecido a un gran caza que a un bombardero. Su armamento y tripulación eran similares al Bristol Blenheim: tres hombres, una carga de 453,59 kg (1000 libras) de bombas y dos ametralladoras, a pesar de que el Fairey Battle era un bombardero monomotor y tenía menos potencia. La carga estándar del Fairey Battle de 4 bombas de 110 kg (250 libras) era transportada dentro de celdas en las alas, pudiendo transportar una carga adicional de 230 kg (500 libras) de bombas en soportes subalares. Como el motor ocupaba el área del morro, el puesto del bombardero estaba debajo de la sección central del ala, apuntando con una mira CSBS Mk VII a través de un panel deslizante en el piso del fuselaje.
El prototipo del Fairey Battle hizo su primer vuelo el 10 de marzo de 1936. Cuando la RAF se embarcó en el programa de expansión anterior a la guerra, el Fairey Battle se volvió una meta de producción prioritaria, con 2.419 unidades ordenadas y una orden de producción inicial de 155 Fairey Battle construidos según la Especificación P.23/35. El primero de estos aviones fue terminado en Hayes, Middlesex, en junio de 1937, pero todos los aviones siguientes fueron construidos en la nueva fábrica de la Fairey en Heaton Chapel, Stockport y probados en su instalación de Mánchester (Ringway). En consecuencia, la fábrica Shadow de Longbridge operada por la Austin Motors Company fabricó 1.029 aviones según la Especificación P.32/36. La producción total fue de 2.185 aviones, ya que las líneas de producción fueron cerradas por adelantado en septiembre de 1940. Los Fairey Battle de serie eran propulsados por el Rolls-Royce Merlin I, II, III y V.
Reemplazó a los Hawker Hart y Hawker Hind de la RAF cuando entró en servicio en 1937, pero el Fairey Battle ya era obsoleto entonces debido a que la tecnología de los cazas había sobrepasado las modestas mejoras en su desempeño que este bombardero ligero tenía respecto a sus predecesores biplanos. El Fairey Battle apenas iba armado con una sola Browning M1919 de 7,70 mm que disparaba hacia adelante y con una Vickers K sobre afuste flexible en la parte posterior de la cabina; armamento sumamente inadecuado. Además su cabina no tenía blindaje y no tenía tanques autosellantes.

## Historial operativo

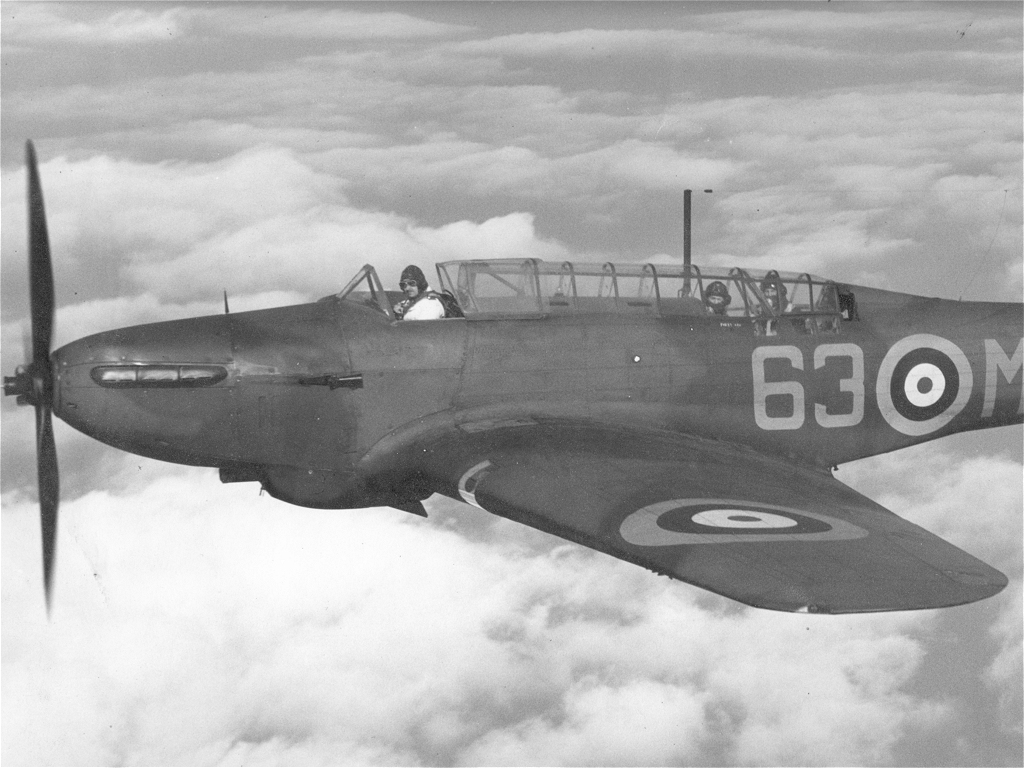
El Fairey Battle, K7650 / 63-M del Escuadrón n.º 63 de RAF Benson, noviembre de 1939. Este fue el primer escuadrón operativo en ser equipado con el Battle

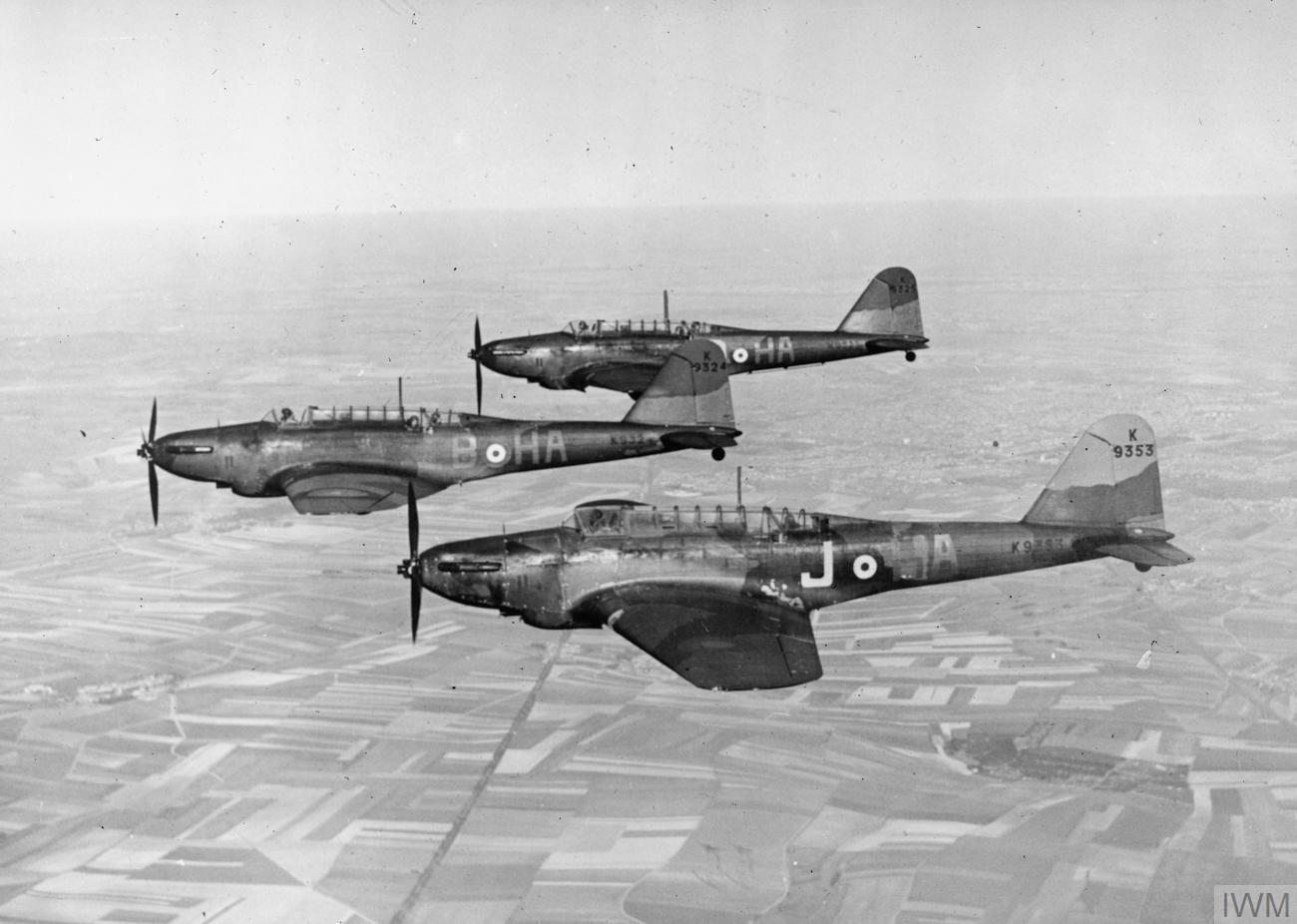
Tres Fairey Battle del Escuadrón n.º 218 sobre Francia, hacia 1940

El primer escuadrón de la RAF en ser equipado con el Fairy Battle fue el Escuadrón n.º 63 en junio de 1937. El Fairey Battle tuvo la distinción de ser el primer avión operativo en entrar en servicio con un motor Merlin, superando el debut del Hawker Hurricane por unos cuantos meses.
El Fairey Battle era obsoleto al inicio de la Segunda Guerra Mundial, pero quedó como bombardero de primera línea de la RAF debido a la falta de un reemplazo adecuado. El 2 de septiembre de 1939, durante la "Guerra de broma", 10 escuadrones equipados con el Fairey Battle fueron desplegados en Francia para formar una vanguardia de la RAF Advanced Air Striking Force. El 20 de septiembre de 1939, el Sargento F. Letchard, artillero de un Fairey Battle, derribó un Messerschmitt Me 109 durante una patrulla cerca de Aachen, marcando la primera victoria aérea de la RAF en la guerra.
A pesar de todo, el Fairey Battle era completamente sobrepasado por los cazas de la Luftwaffe, siendo 160 km/h (100 mph) más lento que el contemporáneo Bf 109 a 4.300 m (14000 pies). Las defensas del Fairey Battle consistían en una Vickers K de 7,70 mm montada sobre un afuste flexible en la parte posterior de la cabina y una Browning M1919 de 7,70 mm disparando al frente en el ala de estribor.
Cuando empezó la Batalla de Francia, los Fairey Battle fueron llamados para efectuar ataques tácticos a baja altura y sin escolta contra el Ejército alemán. Esto puso al avión en riesgo de ser atacado por los cazas de la Luftwaffe y al alcance de los cañones antiaéreos ligeros. En la primera de dos salidas llevadas a cabo por los Fairey Battle el 10 de mayo de 1940, tres de ocho aviones fueron derribados, mientras que en la segunda salida, diez de veinicuatro aviones fueron derribados, dando un total de trece aviones derribados en los ataques de ese día y los demás siendo dañados. A pesar de bombardear desde una altura tan baja como 76 m (250 pies), sus ataques tuvieron poco impacto sobre las columnas alemanas.

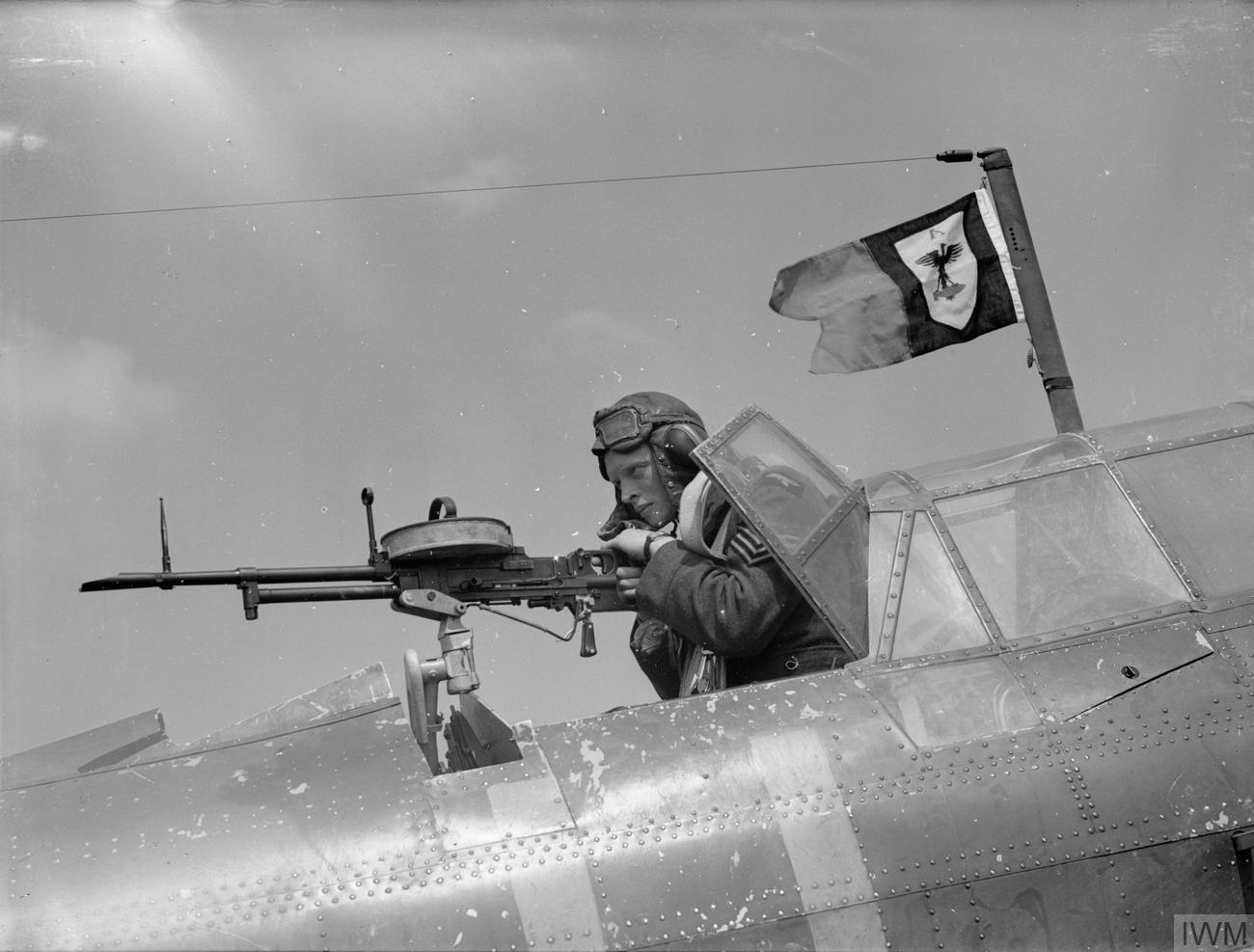
El artillero de un Fairey Battle empuña el arma defensiva del avión, una Vickers K de disparo rápido montada sobre afuste flexible, Francia, 1940.

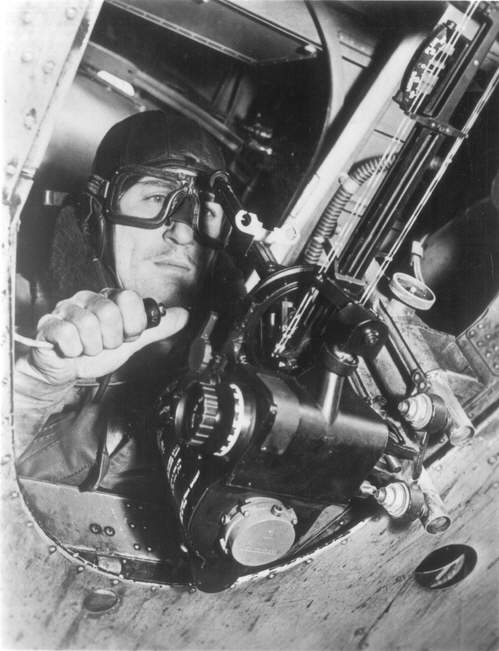
El puesto del bombardero del Fairey Battle estaba en el piso del avión; aquí se muestra el empleo de la mira CSBS Mk VII.

El 11 de mayo, nueve Fairey Battle de la Fuerza Aérea Belga atacaron los puentes sobre el Canal Alberto en el Río Mosa, perdiendo seis aviones, y en otra salida de la RAF contra una columna de soldados alemanes, solo un Fairey Battle de ocho sobrevivió. Durante el día siguiente, cinco Fairey Battle del Escuadrón n.º 12 atacaron los puentes; cuatro aviones fueron destruidos y el último aterrizó forzosamente al volver a su base. Se otorgaron póstumamente dos Cruces Victoria al Piloto Garland y al observador/navegante Sargento Gray del Fairey Battle P2204 con código PH-K por proseguir con el ataque a pesar del pesado fuego antiaéreo. El tercer tripulante, el artillero Lawrence Reynolds, no tuvo parte de la condecoración. Tanto los cazas como los cañones antiaéreos demostraron ser letales para los Fairey Battle. A pesar de que el Fairey Battle de Garland destruyó un arco del puente, el Ejército alemán rápidamente levantó un puente de pontones para reemplazarlo.

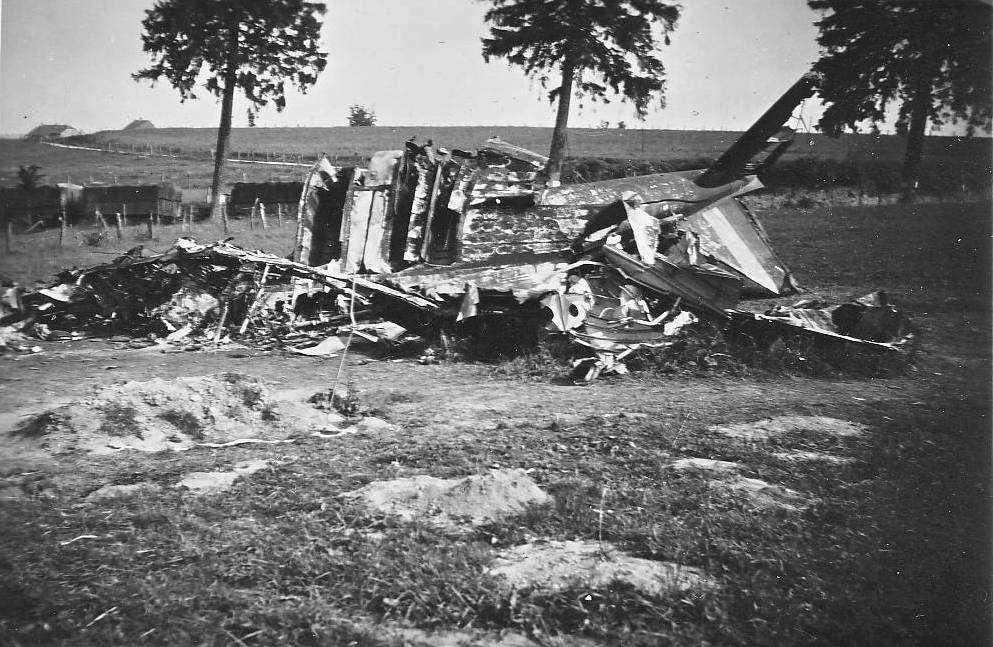
Restos de un Fairey Battle derribado por el Heer, Francia, mayo de 1940.

El 14 de mayo de 1940, en un intento desesperado por evitar que las fuerzas alemanas crucen el río Mosa, la Advanced Air Striking Force lanzó un ataque "todos fuera" con todos los bombarderos disponibles contra la cabecera de puente alemana y los puentes de pontones en Sedán. Los bombarderos ligeros fueron atacados por enjambres de cazas y fueron devastados. De una fuerza de ataque de 63 Fairey Battle y 8 Bristol Blenheim, 40 (incluyendo a 35 Fairey Battle) fueron derribados. Tras estas incursiones fallidas, el Fairey Battle fue relegado a efectuar ataques nocturnos, dando como resultado menos bajas.
Una situación similar padeció la Luftwaffe durante los primeros días de la Batalla de Inglaterra, cuando los bombarderos en picado Junkers Ju 87 Stuka tuvieron bajas equivalentes en un papel similar. A excepción de unos cuantos diseños bimotores exitosos (como el De Havilland Mosquito, el Bristol Beaufighter y el Douglas A-20), las misiones de ataque a baja altura pasaron a manos de cazas monomotores, tales como el Hawker Hurricane, el Hawker Typhoon y el Republic P-47 Thunderbolt.
El 15 de junio de 1940, los últimos aviones restantes de la Advanced Air Striking Force fueron evacuados a Inglaterra. En seis semanas, casi 200 Fairey Battle habían sido derribados, 99 de ellos entre el 10 y el 16 de mayo. Luego del regreso de Francia, la RAF continuó basándose en el bombardero ligero por un corto período de tiempo. Al reformar el Grupo n.º 1 y más tarde equipar a cuatro nuevos escuadrones polacos con el avión, este continuó siendo desplegado en operaciones contra barcos concentrados en los puertos del Canal de la Mancha para la Operación León Marino. Su última salida de combate tuvo lugar la noche del 15 al 16 de octubre de 1940 por parte del Escuadrón 301 (polaco) en una incursión sobre Boulogne y los escuadrones n.º 12 y n.º 142, que bombardearon Calais. Poco después, los escuadrones de Fairey Battle del Grupo n.º 1 fueron reequipados con los bombarderos más potentes Vickers Wellington. Los Fairey Battle fueron operados hasta 1942 por los escuadrones n.º 88 y n.º 226 en Irlanda del Norte y el Escuadrón n.º 98 en Islandia para patrulla costera.
Mientras tanto, la Fuerza Aérea Sudafricana había sido equipada con algunos Fairey Battle. En agosto de 1940, el Escuadrón n.º 11 tomó posesión de al menos cuatro Fairey Battle, que volaron al norte para operar en la Campaña del África Oriental Italiana (Etiopía, Somalilandia italiana y Eritrea). Llevaron a cabo misiones de bombardeo y reconocimiento. Mientras que en Francia los Fairey Battle de la RAF se enfrentaron a grandes cantidades de modernos cazas alemanes, los sudafricanos se enfrentaron a una pequeña cantidad de cazas biplanos italianos (Fiat C.R.32 y Fiat C.R.42), lo que permitió a las tripulaciones contribuir a la campaña de forma más efectiva; aunque no sin varias pérdidas, especialmente cuando eran sorprendidos sobre algunos blancos predecibles (bases aéreas, puertos, etc), ya que los cazas biplanos italianos entraban en picado lo más rápido posible sobre los bombarderos, tratando de derribarlos en el primer pase.
Las últimas operaciones de combate llevadas a cabo por los Fairey Battle tuvieron lugar durante la Guerra greco-italiana y la invasión alemana de Grecia, desde fines de 1940 hasta abril de 1941. Unos cuantos Fairey Battle de la RAF y casi una docena de la Real Fuerza Aérea Griega - con números de serie empezando desde B274 - participaron en papeles secundarios de bombardeo contra soldados enemigos. La mayoría fueron destruidos en tierra por ataques de la Luftwaffe contra los aeródromos de Tanagra y Tatoi al norte de Atenas, entre fines de marzo y mediados de abril de 1941. No se reportó contribución significativa alguna durante este período, aunque la Fuerza Aérea Griega registró algunas bajas.
En la primavera de 1939, antes de la Segunda Guerra Mundial, el gobierno polaco ordenó 100 bombarderos Fairey Battle, pero estos no fueron suministrados antes de la guerra. Los primeros 22 aviones fueron enviados en dos barcos a Constanța, Rumania, a comienzos de septiembre de 1939 para ser recibidos allí por los tripulantes polacos. Pero a los barcos se les ordenó regresar mientras se hallaban en Estambul, debido a la inevitable invasión alemana de Polonia. En su lugar, fueron ofrecidos a Turquía.
Algunas fuentes afirman que el Fairey Battle fue producido bajo licencia en Dinamarca para la Real Fuerza Aérea de Dinamarca antes de la invasión alemana de 1940, pero no se sabe de ningún avión terminado.

### Papeles adicionales
Cuando el Fairey Battle ya no fue empleado como avión de combate, sus benignas características de pilotaje lo hicieron una plataforma ideal para probar motores, siendo empleado en este papel para evaluar motores de hasta 2.000 HP, incluso el Fairey Prince (H-16). Como el Fairey Battle T de doble mando, sirvió como entrenador. Como el Fairey Battle TT (target tug, remolcador de blancos en inglés) equipado con un cabestrante, fue empleado para remolcar blancos en el entrenamiento de artilleros. El Fairey Battle sirvió como entrenador con la Real Fuerza Aérea Australiana, la Real Fuerza Aérea Canadiense y la Fuerza Aérea Sudafricana. A partir d agosto de 1939, 739 Fairey Battle fueron estacionados en Canadá como entrenadores del Plan de Entrenamiento Aéreo de la Mancomunidad Británica. La mayoría fueron empleados para entrenamiento de bombarderos y artilleros, con unos cuantos equipados como remolcadores de blancos. En algunos aviones se reemplazó la parte posterior de la cabina por una torreta Bristol Tipo I para entrenamiento de artilleros de torreta.
Aunque el Fairey Battle fue retirado del servicio activo después de 1945 en Canadá, quedó en servicio con la RAF en papeles secundarios hasta 1949.
El Fairey Battle K9370 fue empleado en 1939 para probar el motor Fairey Monarch de 2.000 HP con hélices tripalas contrarotativas de paso variable controladas eléctricamente. Según Jane's All the World's Aircraft 1946-47, el avión fue enviado a Estados Unidos después de 86 horas de prueba.

## Variantes
Fairey Day BomberPrototipo (K4303).
Fairey Battle Mk IBombardero ligero triplaza. Esta fue la primera versión de serie, propulsada por un motor Rolls-Royce Merlin I de 1.030 HP.
Fairey Battle Mk IIBombardero ligero triplaza. Propulsado por un motor Rolls-Royce Merlin II de 1.030 HP.
Fairey Battle Mk VBombardero ligero triplaza. Propulsado por un motor Rolls-Royce Merlin V.
Fairey Battle TDespués de mayo de 1940, varios Fairey Battle Mk I, Mk II y Mk V fueron transformados en aviones de entrenamiento.
Fairey Battle ITDespués de mayo de 1940, varios Fairey Battle Mk I, Mk II y Mk V fueron transformados en aviones de entrenamiento, con una torreta instalada en la parte posterior de la cabina.
Fairey Battle IITEn octubre de 1940, un Fairey Battle Mk I fue transformado en un prototipo para una futura serie, propulsado por un motor radial Wright Cyclone R-1820-G38 de 840 HP. El Fairey Battle IIT fue concebido como una conversión de emergencia en caso de que se corte el suministro de motores Rolls-Royce Merlin.
Fairey Battle TTDespués de mayo de 1940, varios Fairey Battle Mk I, Mk II y Mk V fueron transformados en aviones remolcadores de blancos; se construyeron 100 unidades.
Fairey Battle TT.Mk IVersión remolcadora de blancos. Esta fue la última versión de serie; se construyeron 226 unidades.

## Producción
En total se construyeron 2.185 Fairey Battle durante su período de producción; 1.156 por la Fairey y 1.029 por la Austin Motor Company. Unos 18 más fueron construidos bajo licencia por Avions Fairey en Goselies, Bélgica, para la Fuerza Aérea Belga. Los 18 Fairey Battle fueron suministrados a comienzos de 1938 y se distinguían de los bombarderos de fabricación británica por su cubierta del radiador alargada.

## Usuarios
Además de las unidades listadas, varios Fairey Battle fueron operados por escuelas de entrenamiento, especialmente para entrenar bombarderos y artilleros.
 Australia
- La Real Fuerza Aérea Australiana recibió 366 aviones, que fueron empleados para entrenamiento.[30]

 Bélgica
- La Fuerza Aérea Belga operó 18 aviones (algunas fuentes mencionan 16)

 Canadá
- La Real Fuerza Aérea Canadiense recibió 739 aviones.

 India
- Fuerza Aérea India

 Irlanda
- El Cuerpo Aéreo Irlandés internó a 1 ex remolcador de blancos de la RAF.

 Grecia
- La Fuerza Aérea Griega recibió 12 aviones.

 Polonia
- Fuerza Aérea Polaca Libre
  - Escuadrón Polaco de Bombardeo n.º 300 Ziemi Mazowieckiej
  - Escuadrón Polaco de Bombardeo n.º 301 Ziemi Pomorskiej
  - Escuadrón Polaco de Bombardeo n.º 304 Ziemi Śląskiej im. Ks. Józefa Poniatowskiego
  - Escuadrón Polaco de Bombardeo n.º 305 Ziemi Wielkopolskiej im. Marszałka Józefa Piłsudskiego

 Reino Unido
- Royal Air Force

| - Escuadrón n.º 12 - Escuadrón n.º 15 - Escuadrón n.º 35 - Escuadrón n.º 40 - Escuadrón n.º 52 - Escuadrón n.º 63 - Escuadrón n.º 88 - Escuadrón n.º 98 - Escuadrón n.º 103 | - Escuadrón n.º 105 - Escuadrón n.º 106 - Escuadrón n.º 141 - Escuadrón n.º 142 - Escuadrón n.º 150 - Escuadrón n.º 185 - Escuadrón n.º 207 - Escuadrón n.º 218 - Escuadrón n.º 226 | - Escuadrón n.º 234 - Escuadrón n.º 235 - Escuadrón n.º 239 - Escuadrón n.º 242 - Escuadrón n.º 245 - Escuadrón n.º 253 - Escuadrón n.º 266 - Escuadrón n.º 616 |

- Fleet Air Arm

 Sudáfrica
- La Fuerza Aérea Sudafricana recibió aproximadamente 340 aviones.
  - Escuadrón n.º 11

 Turquía
- La Fuerza Aérea del Ejército turco recibió 30 aviones.

## Accidentes e incidentes
El 2 de agosto de 1940, Richard Ormonde Shuttleworth, piloto de carreras, aviador y ávido coleccionista de automóviles y aviones antiguos, murió cuando el Fairey Battle L4971 de la Unidad de Entrenamiento Operativo n.º 12 de la base RAF Benson se estrelló en una colina durante un ejercicio de vuelo nocturno en solitario.

## Ejemplares sobrevivientes

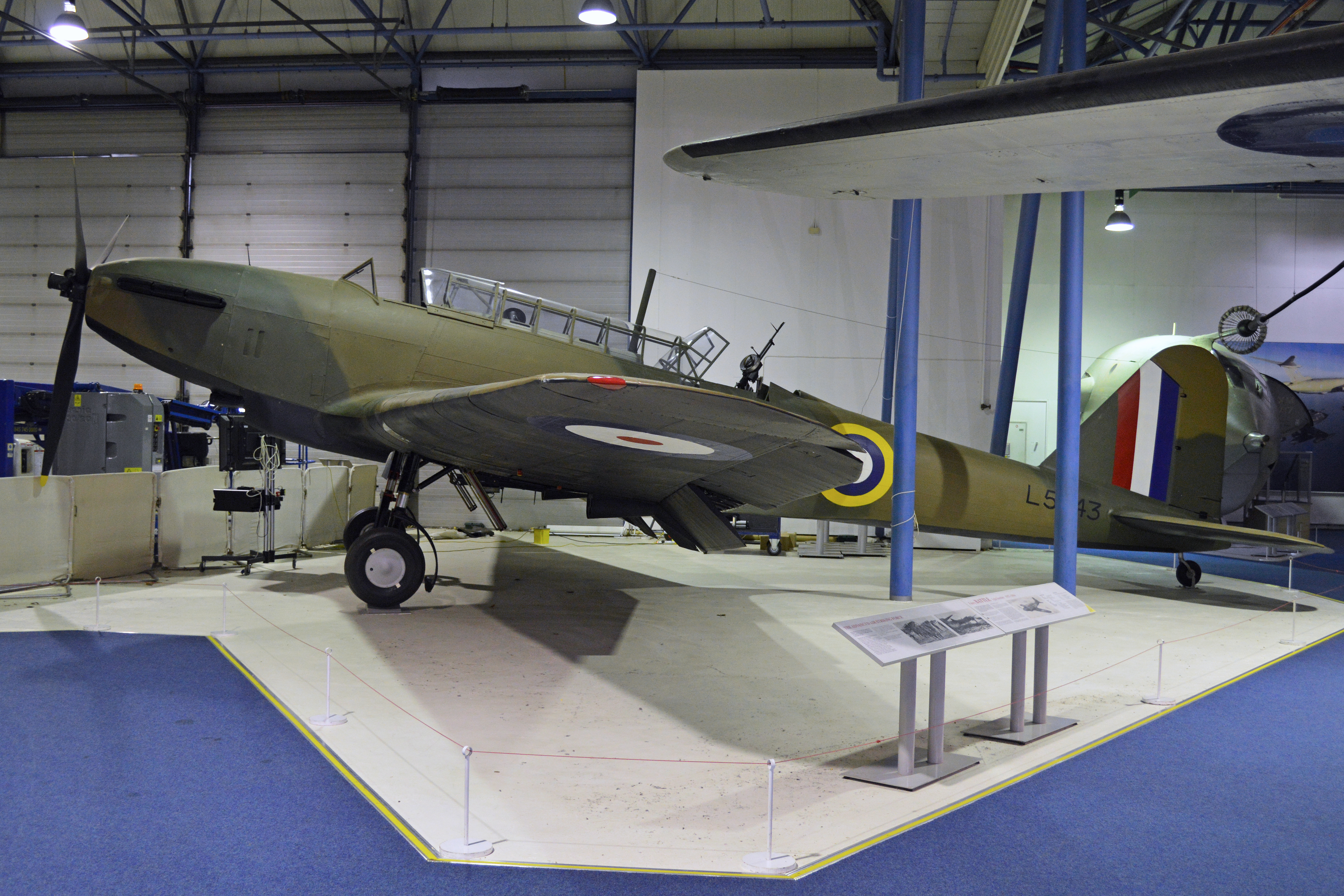
El Fairey Battle del Museo de la RAF de Hendon, Londres.

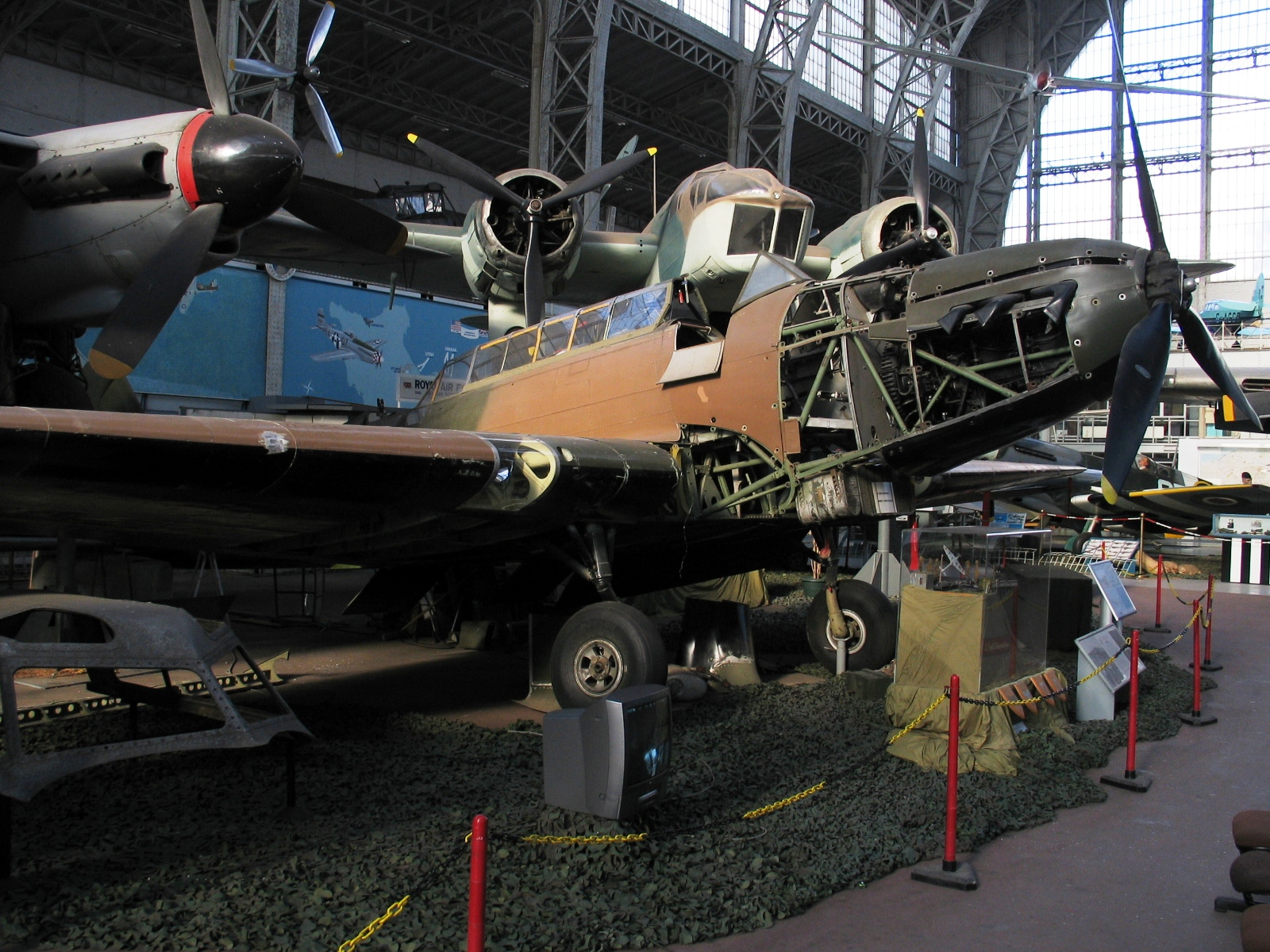
El Battle R3950 siendo restaurado en el Real Museo de Bruselas, 2006.

Solamente existen cinco ejemplares del Fairey Battle en diversos museos, pero ninguno de ellos está en condiciones de vuelo.
- El sobreviviente más conocido es L5343, expuesto en el Museo de la RAF de Hendon. En julio de 1940, fue asignado al Escuadrón n.º 98, para luego ser trasladado junto a otros Fairey Battle a Kaldaðarnes, Islandia, para operaciones anti-invasión y apoyo a las fuerzas británicas que ocuparon la isla en mayo de 1940. L5343 fue el primer avión de la RAF en aterrizar en suelo islandés, estrellándose durante las siguientes operaciones. En 1972, la RAF se embarcó en una exitosa operación de recuperación para rescatar los restos y retornarlos al Reino Unido para su restauración. Una vez terminada la recuperación, el museo inició una restauración completa de L5343 en el Centro de Conservación Michael Beetham del Museo de la RAF de Cosford, Shropshire, Inglaterra. El centro de conservación solamente está abierto al público ocasionalmente durante el año.

- El Fairey Battle R3950 es parte de la colección del Museo Real de las Fuerzas Armadas y de Historia Militar de Bruselas, Bélgica. Este avión pasó la mayor parte de su vida en Canadá. Fue comprado por el museo de Bruselas en 1990, ya que deseaban tener un ejemplar de un avión que sirvió con la Fuerza Aérea Belga en 1940.[32]

- En 1995 se descubrieron los restos de otro Fairey Battle en un glaciar islandés,[33] aunque no hay planes para restaurarlo.

- El Museo de la Aviación y el Espacio de Canadá tiene un Fairey Battle T (marcado como R7384/35), empleado para representar la contribución del avión en el entrenamiento de tripulantes dentro del Plan de Entrenamiento Aéreo de la Mancomunidad Británica. R7384 fue fabricado como entrenador en 1940 y tomado a la fuerza por la Real Fuerza Aérea Canadiense en 1941. Convertido a entrenador de artilleros de torreta en 1942, fue empleado hasta 1943, cuando fue almacenado. Tras ser mudado a varios lugares de almacenamiento, el avión fue transferido al Museo de Aviación de Canadá en 1964 y un programa de restauración final se completó en la década de 1990.[28] A mediados de la década de 1960, el piloto de la RFAC Lynn Garrison compró cuatro Fairey Battle de granjas en Alberta y Saskatchewan para su colección de aviones históricos en Calgary, Alberta. Desde entonces no se les ha vuelto a ver. A pesar de no estar completo, otro Fairey Battle de entrenamiento canadiense está siendo restaurado en el Museo del Plan de Entrenamiento Aéreo de la Mancomunidad en Brandon, Manitoba.

- El Museo de la Aviación de Australia del Sur en Puerto Adelaida, Australia del Sur, está llevando a cabo un proyecto de restauración usando los restos de un Fairey Battle recuperado de un pantano de marea cerca de Port Pirie en Australia del Sur.[34]

- El Grupo de Conservación Aeronáutica de Clyde North también tiene dos secciones de cabina sin identificar ni restauradas de unos Fairey Battle ubicados en Wagga Wagga.

- El Museo de la Real Fuerza Aérea Australiana de Point Cook, Victoria, tiene una sección de cabina sin identificar ni restaurada.

## Especificaciones (Mk.II)
Referencia datos: Fairey Aircraft since 1915

### Características generales
- Tripulación: 3
- Longitud: 12,91 m
- Envergadura: 16,46 m
- Altura: 4,72 m
- Superficie alar: 39,2 m²
- Peso vacío: 3.015 kg
- Peso cargado: 4.895 kg
- Planta motriz: 1×  Rolls-Royce Merlin, V12 en línea.
  - Potencia: 1.030 CV

### Rendimiento
- Velocidad máxima operativa (Vno): 413 km/h, a 4.600 m
- Alcance: 1.610 km
- Techo de vuelo: 7.620 m
- Régimen de ascenso: 4,7 m/s
- Ascenso a 1.520 m (5000 pies): 4 min 6 sec

### Armamento
- Armas de proyectiles: 

  - 1 × Browning M1919 de 7,70 mm en el ala de estribor
  - 1 × Vickers K de 7,70 mm en la parte posterior de la cabina
- Bombas: 

  - 4 × bombas de 110 kg en la bodega
  - 230 kg de bombas bajo las alas

### Desarrollos relacionados
- Fairey P.4/34
- Fairey Fulmar

### Aeronaves similares
- Armstrong Whitworth
- Mitsubishi Ki-30
- Northrop A-17
- Kawasaki Ki-32
- Sukhoi Su-2

### Listas relacionadas
- Anexo:Aeronaves militares utilizadas en la Segunda Guerra Mundial
- Anexo:Bombarderos